# Pride and Prejudice (2005)
Pride and Prejudice is een film uit 2005, naar het gelijknamige boek van Jane Austen. De film speelt zich af in de 18de eeuw in het standsbewuste Engeland. Het is een romantisch drama. De film duurt 129 minuten.
De film is geheel op locatie opgenomen in de zomer van 2004. Opnamelocaties waren onder meer Stamford (als Meryton) en Burghley House (als Rosings Park). Verder werden landgoederen in onder meer Derbyshire en Berkshire gebruikt.
De film ging op 16 september 2005 in het Verenigd Koninkrijk in première. De meeste andere landen volgden op 11 november van datzelfde jaar.

## Verhaal
In het Engeland van eind achttiende eeuw groeien de vijf gezusters Bennet op. Hun moeder heeft slechts één doel en dat is al haar dochters aan de (rijke) man brengen. Haar gebeden lijken te worden verhoord wanneer de rijke, jonge vrijgezel Mr. Bingley zijn intrek neemt in het nabijgelegen landgoed Netherfield. Hij blijkt een goede en nog rijkere vriend te hebben, Mr. Darcy. Mr. Bingley wordt verliefd op Jane, de oudste van de gezusters Bennet, en Darcy laat zijn ogen vallen op Elizabeth, de tweede dochter. Zij wil echter in eerste instantie niets van hem weten omdat hij zo trots is ("pride") en zijn vroegere vriend Mr. Wickham slecht zou hebben behandeld. Dat blijkt uiteindelijk niet zo te zijn, het was slechts een vooroordeel ("prejudice"). Na enkele misverstanden uit de weg te hebben geruimd trouwt Jane aan het einde van het verhaal met Bingley en Elizabeth met Darcy.

## Rolverdeling
| Acteur            | Personage                |
| ----------------- | ------------------------ |
| Keira Knightley   | Elizabeth Bennet         |
| Matthew Macfadyen | Mr. Darcy                |
| Brenda Blethyn    | Mrs. Bennet              |
| Donald Sutherland | Mr. Bennet               |
| Rosamund Pike     | Jane Bennet              |
| Jena Malone       | Lydia Bennet             |
| Carey Mulligan    | Catherine "Kitty" Bennet |
| Talulah Riley     | Mary Bennet              |
| Judi Dench        | Lady Catherine de Bourgh |
| Simon Woods       | Charles Bingley          |
| Kelly Reilly      | Caroline Bingley         |
| Claudie Blakley   | Charlotte Lucas          |
| Rupert Friend     | Mr. Wickham              |
| Tom Hollander     | Mr. Collins              |
| Penelope Wilton   | Mrs. Gardiner            |
| Peter Wight       | Mr. Gardiner             |
| Tamzin Merchant   | Georgiana Darcy          |
| Charlie Drysdale  | The Gentleman Farmer     |

## Verschillen met het boek
Het zeer gedetailleerd beschreven verhaal moest worden gecondenseerd tot een film van ca. twee uur. Dit had tot gevolg dat een aantal plotlijnen uit het verhaal is weggelaten. Bijvoorbeeld:
- Een aantal lange bezoeken (zoals Elizabeth's verblijf in Kent bij haar vriendin Charlotte en haar vakantie in Derbyshire met haar oom en tante) die in de boeken enkele weken of maanden duurden is sterk ingekort.
- Ook het weglopen van Elizabeth's jongste zuster Lydia met Mr. Wickham en de daaropvolgende crisis, een zeer belangrijke plotlijn in het boek, wordt in de film slechts kort aangestipt. Dit heeft tot gevolg dat de dankbaarheid die Elizabeth voelt naar aanleiding van Darcy's hulp aan Wickham en Lydia, en waardoor Elizabeth duidelijk wordt dat ze van Darcy is gaan houden, slechts zeer beperkt in de film wordt aangehaald.
- Een aantal (kleinere) personages werd volledig weggelaten, zoals bijvoorbeeld Mr. en Mrs. Hurst (Mrs. Hurst is een zuster van Charles Bingley), Charlotte Lucas' jongere zuster Maria, Mrs. Bennet's zuster Mrs. Phillips en haar man Mr. Phillips, en de kinderen van de Gardiners (in de film wordt gezegd dat de Gardiners geen kinderen hebben).
- In het boek wordt een volledig hoofdstuk gewijd aan Elizabeth's overdenkingen en innerlijke conflicten na het lezen van de lange brief van Mr. Darcy. In de film wordt dit slechts kort aangestipt en lijkt Elizabeth als een blad aan een boom van mening te veranderen na het lezen van de brief.
- Verder vinden diverse gebeurtenissen in de film op andere locaties plaats dan in het boek. Darcy's eerste huwelijksaanzoek vindt bijvoorbeeld in het boek plaats in het huis van de familie Collins, maar in de film is gekozen voor een romantische buitenlocatie in de stromende regen bij het huis van de familie Collins. Darcy's tweede huwelijksaanzoek vindt in het boek plaats op klaarlichte dag op een landweggetje terwijl Darcy en Elizabeth met Bingley en Jane naar Meryton wandelen, in de film gebeurt dit bij zonsopgang op een mistige heide.

## Respons en kritiek
De film werd genomineerd voor vier Academy Awards, waaronder die voor beste actrice (Keira Knightley). Er werd er uiteindelijk niet een verzilverd. Liefhebbers van het boek uitten kritiek op de verfilming vanwege het feit dat er erg veel uit de oorspronkelijke verhaallijn weggelaten is, maar de kritische filmwebsite Rotten Tomatoes beoordeelde de film toch positief.